# 윤원일 (1983년)
윤원일(尹元一, 1983년 3월 31일 ~ )은 대한민국의 축구 선수이다. 포지션은 미드필더이다.

## 선수 경력
2002년에 수원 삼성 블루윙즈 소속으로 프로 무대에 데뷔하여, 2004년 대구 FC를 거쳐 2006년에 인천 유나이티드에 입단하였다. 원래 포지션은 수비형 미드필더이나, 좌우 풀백으로 출전하는 경우가 더 많았다.
2010시즌 종료 후 인천 유나이티드에서 방출되었으며 2011년 7월 26일, 포항 스틸러스로 이적하였다.
2012시즌 종료 후 포항 스틸러스에서 방출되어 내셔널리그의 울산 현대미포조선 돌고래에 입단하였다.